# Meichuan, Hubei
Meichuan (kinesiska: 梅川) är en köpinghuvudort i Kina. Den ligger i provinsen Hubei, i den centrala delen av landet, omkring 140 kilometer öster om provinshuvudstaden Wuhan. Antalet invånare är 113 247. Befolkningen består av 55 146 kvinnor och 58 101 män. Barn under 15 år utgör 17,0 %, vuxna 15-64 år 71 %, och äldre över 65 år 10,0 %.
Runt Meichuan är det tätbefolkat, med 613 invånare per kvadratkilometer. Meichuan är det största samhället i trakten. Trakten runt Meichuan består till största delen av jordbruksmark.
Genomsnittlig årsnederbörd är 1 892 millimeter. Den regnigaste månaden är maj, med i genomsnitt 282 mm nederbörd, och den torraste är januari, med 46 mm nederbörd.